# Brian Brain
Brian Brain est un groupe de rock indépendant britannique. Il est formé à la fin des années 1970 par Martin Atkins, Pete Jones et Bobby Surgeoner.

## Historique
En 1980, Atkins abandonne provisoirement sa place de batteur au sein de Public Image Limited afin de se concentrer sur Brian Brain, son projet personnel. Il recrute tout d'abord Pete Jones à la basse - qui joue lui aussi avec PIL en 1982-1983 - et Bobby Surgeoner à la guitare.
Brian Brain - c'est également le pseudonyme qu'adopte Atkins au sein du groupe - sort six singles et un album chez Secret Records, puis encore plusieurs 45 et 33 tours diffusés par le label personnel d'Atkins, Plaid Records, durant les années 1980. Certains de leurs enregistrements sont par la suite remixés ou réédités sur divers labels, dont Invisible Records, label lui aussi fondé par Atkins.
Le groupe décroche un succès mineur dans le classement rock indépendant du Royaume-Uni avec They've Got Me in the Bottle, qui s'octroie la 39e position. D'autres titres sont assez largement diffusés en discothèque, comme Jive Jive (1981) et Funky Zoo (1982). D'abord Pete Jones, en 1982, puis Martin Atkins, à la fin des années 1980, abandonnent Brian Brain pour se concentrer sur d'autres projets ; PIL pour le premier et Killing Joke, principalement, pour le second. 
Le groupe publie son deuxième album, Time Flies When You're Having Toast, en 1987. Il existe en deux versions alternatives. La première, dénommée Who Hung the Monkey?, du nom du premier morceau de l'album, est parue chez Moving Target. La seconde, renommée Die Zeit verfliegt, wenn Man toast isst, traduction allemande du titre originel, était plus spécifiquement destinée à l'Europe continentale et est parue chez Perfect Beat. L'album est réédité en 2004 sur CD par les labels Celluloid et Moving Target.
Le groupe cesse toute activité créatrice après l'enregistrement d'un dernier quatre titres, Brian Brain EP, en 1989.

## Membres
- Martin Atkins (« Brian Brain ») - chant, batterie, synthétiseurs (1980-1989)
- Pete Jones - basse
- Bobby Surgeoner - guitare
- Margot Olavarria - basse (1982-1989)
- Geoff Smith - guitare (1982-1989)
- Mark Morris - synthétiseur (1982-1989)

## Discographie
Sauf mention contraire, les enregistrements listés ci-dessous sont tous parus au format microsillon.

### Albums studio
- 1980 : Unexpected Noises (août, Secret Records)
- 1987 : Time Flies When You're Having Toast, (Plaid Records)

### Singles et EP
- 1980 : They've Got Me In The Bottle (mars, Secret Records)
- 1980 : Another Million Miles (juillet, Secret Records)
- 1980 : Culture (novembre, Secret Records)
- 1981 : Jive Jive (novembre, Secret Records)
- 1982 : Funky Zoo (octobre, Secret Records ; existe en version trois titres avec un remix dub du morceau Funky Zoo, sorti la même année)
- 1985 : Fun With Music (Plaid Records)
- 1986 : Fun With Music Remix (Twin Tone)
- 1988 : Brian Brain EP (Invisible Records)

### Compilation
- 1993 : piste 12, Black Man/White World sur Can You See It Yet? (CD, cassette, mp3 — Invisible Records), compilation avec entre autres Murder, Inc. et Pigface.